# Bolle schotelkorst
Bolle schotelkorst (Lecanora symmicta) is een korstmos uit de familie Lecanoraceae.

## Determinatie
Bolle schotelkorst is een korstvormig korstmos met een glad tot korrelig, geelgroen tot groengrijs thallus. De platte tot bolle apotheciën zijn altijd aanwezig, klein tot vrij groot (1 mm) en bijna altijd aanwezig. Na reactie met C+ kleurt hij oranje tot negatief. De kleurloze ascosporen zijn eencellig en (7–)9.2–12,1(–13.5) × (3–)3,5–4,4(–5,5) µm groot.

## Ecologie
Hij komt voor op goed belichte tot ietwat zurige schors van bomen en op verweerd hout van hekken en picknicktafels.

### Syntaxonomie
In de syntaxonomie staat bolle schotelkorst te boek als kensoort voor de associatie van bolle schotelkorst. 

## Verspreiding
Bolle schotelkorst is in Nederland een vrij algemene soort, maar komt zelden in grote hoeveelheden voor.